# Jorginho (ur. grudzień 1991)
Jorginho, właśc. Jorge Luiz Frello Filho (wym. braz. [ʒoɽ.ˈʒi.ɲʊ], wł. [ʒor.ˈʒi.ɲo]; ur. 20 grudnia 1991 w Imbitubie) – włosko-brazylijski piłkarz, występujący na pozycji pomocnika w brazylijskim klubie Flamengo. W latach 2016-2024 wielokrotny reprezentant Włoch. Zwycięzca Mistrzostw Europy 2020. Piłkarz roku UEFA 2020/21.
Wychowanek Hellas Verony. W swojej karierze występował również m.in. w takich klubach jak: Chelsea, SSC Napoli czy Arsenal.

## Kariera klubowa
Wychowanek Hellasu Verona. W czerwcu 2010 został wypożyczony do klubu Serie C2, AC Sambonifacese, gdzie wystąpił w 31 spotkaniach, trafił jednego gola i zaliczył 10 asyst.
4 września 2011 zadebiutował w barwach Hellas Verona. W sezonie 2012/2013 awansował z klubem do Serie A. 24 sierpnia 2013 zadebiutował w Serie A w wygranym 2:1 meczu z AC Milan. 25 września 2013 trafił swojego pierwszego gola w lidze, w spotkaniu z Torino FC z rzutu karnego.
W zimowym okienku transferowym Jorginho podpisał 4,5 letni kontrakt z SSC Napoli. Od dłuższego czasu mówiło się o  jego transferze do jednego z czołowych klubów Serie A, ponieważ w obecnym sezonie pomocnik imponował formą i był głównym ojcem sukcesów Hellas Werony. Napoli wykupiło od klubu z Werony połowę praw do Jorge Luiza za 5,5 miliona euro. Po zakończeniu sezonu 2013/2014 dopłacili jeszcze 5 milionów za transfer definitywny.
14 lipca 2018 podpisał pięcioletni kontrakt z Chelsea.

## Statystyki kariery
Aktualne na dzień 21 stycznia 2023
| 2009/10            | Hellas Verona        | Serie C1           | 0   | 0  | 4  | 0 | — | — | —  | — | 4   | 0  |
| 2010/11            | Sambonifacese (wyp.) | Serie C2           | 31  | 1  | 2  | 0 | — | — | —  | — | 33  | 1  |
| 2011/12            | Hellas Verona        | Serie B            | 32  | 2  | 1  | 0 | — | — | —  | — | 33  | 2  |
| 2012/13            | Hellas Verona        | Serie B            | 41  | 2  | 3  | 0 | — | — | —  | — | 44  | 2  |
| 2013/14            | Hellas Verona        | Serie A            | 18  | 7  | 1  | 0 | — | — | —  | — | 19  | 7  |
| 2013/14            | SSC Napoli           | Serie A            | 15  | 0  | 4  | 1 | — | — | —  | — | 19  | 1  |
| 2014/15            | SSC Napoli           | Serie A            | 23  | 0  | 1  | 1 | — | — | 8  | 0 | 33  | 1  |
| 2016/16            | SSC Napoli           | Serie A            | 35  | 0  | 1  | 0 | — | — | 2  | 0 | 38  | 0  |
| 2016/17            | SSC Napoli           | Serie A            | 27  | 0  | 0  | 0 | — | — | 4  | 0 | 31  | 0  |
| 2017/18            | SSC Napoli           | Serie A            | 33  | 2  | 1  | 0 | — | — | 5  | 2 | 39  | 4  |
| 2018/19            | Chelsea              | Premier League     | 37  | 2  | 2  | 0 | 3 | 0 | 11 | 0 | 54  | 2  |
| 2019/20            | Chelsea              | Premier League     | 31  | 4  | 4  | 0 | 1 | 0 | 7  | 2 | 44  | 7  |
| 2020/21            | Chelsea              | Premier League     | 28  | 7  | 2  | 0 | 1 | 0 | 12 | 1 | 43  | 8  |
| 2021/22            | Chelsea              | Premier League     | 29  | 6  | 4  | 0 | 4 | 1 | 8  | 2 | 47  | 9  |
| 2022/23            | Chelsea              | Premier League     | 18  | 2  | 1  | 0 | 0 | 0 | 6  | 1 | 25  | 3  |
| Łącznie w karierze | Łącznie w karierze   | Łącznie w karierze | 396 | 35 | 27 | 2 | 9 | 1 | 63 | 8 | 506 | 47 |

## Sukcesy

### Napoli
- Puchar Włoch: 2013/2014
- Superpuchar Włoch: 2014

### Chelsea
- Liga Mistrzów UEFA: 2020/2021
- Liga Europy UEFA: 2018/2019
- Superpuchar Europy UEFA: 2021
- Klubowe mistrzostwa świata: 2021

### Reprezentacyjne
- Mistrzostwo Europy: 2020

### Wyróżnienia
- Piłkarz Roku UEFA: 2021[10]
- Drużyna Roku według IFFHS: 2021[11][12]
- Drużyna Roku UEFA według IFFHS: 2021[13]
- Drużyna sezonu Ligi Europy UEFA: 2018/2019
- Jedenastka Roku FIFA FIFPro: 2021[14]
- Jedenastka roku według L’Équipe: 2021[15]

## Życie osobiste
Jorginho urodził się w Imbitubie w stanie Santa Catarina, w południowej części Brazylii, jednak jako 15-latek przeprowadził się do Włoch. Z uwagi na pradziadka ze strony ojca pochodzącego z miejscowości Lusiana w 2012 otrzymał włoskie obywatelstwo.
Mama Jorginho, Maria Teresa także uprawiała piłkę nożną. Zawodnik ma starszą siostrę, która także posiada włoski paszport.